# Hudinja (rzeka)
Hudinja – rzeka w północno-wschodniej Słowenii, prawy dopływ Voglajny. Ma długość 32 km, powierzchnie zlewni 207 km², średni spadek 22,4 ‰ i średni przepływ wynoszący 2,94 m³/s (we wsi Šmarjeta pri Celju).

## Przebieg i opis

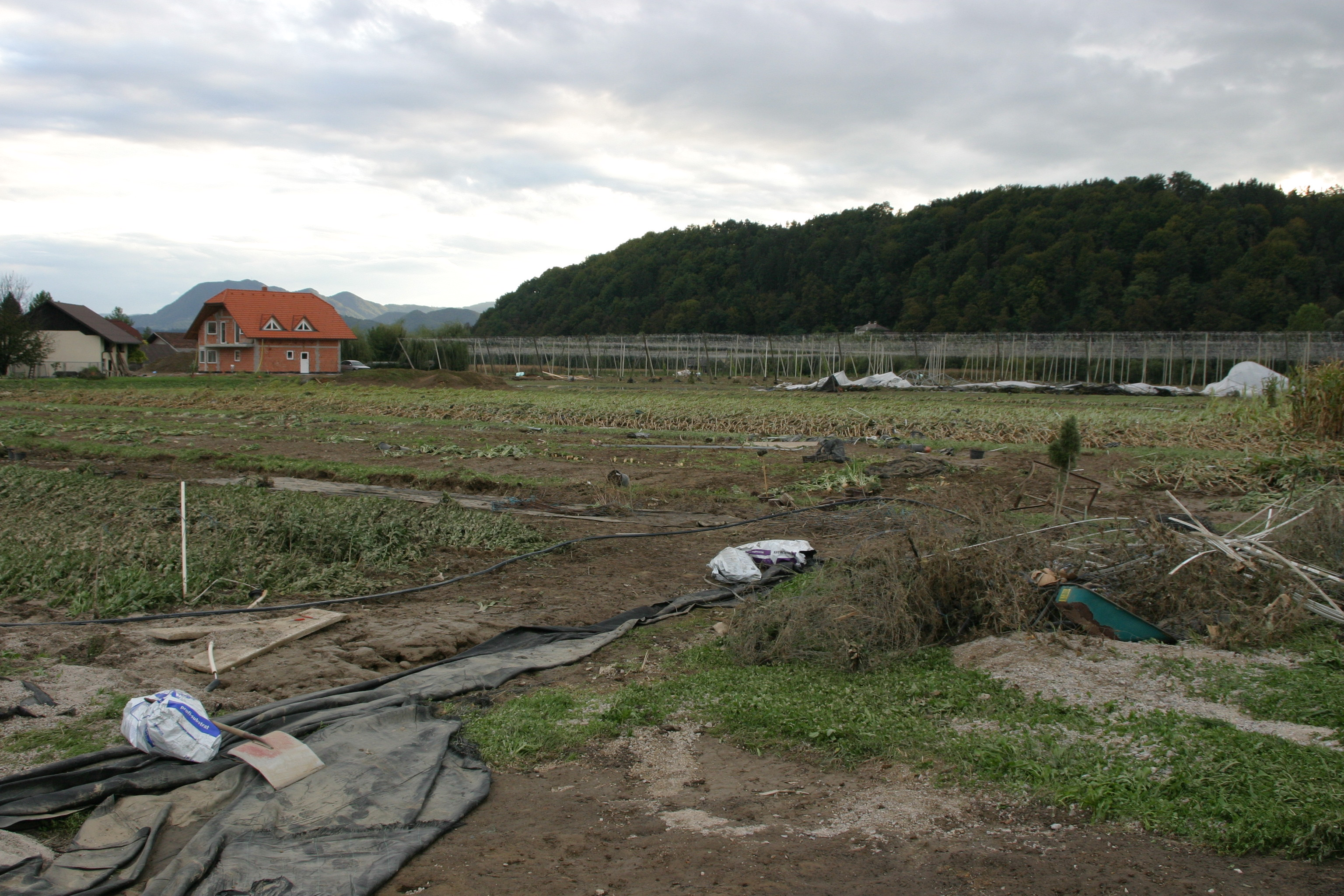
Rzeka w okolicach Arclinu.

Rzeka zaczyna się w północno-wschodniej części kraju, między Paką a Roglą. Górny bieg Hudinji, powyżej Vitanje, biegnie wąskim wąwozem o zalesionych zboczach, wyrzeźbionych w skałach metamorficznych gór Pohorji. W tym odcinku do rzeki uchodzi kilka mniejszych dopływów, z których największym jest prawy dopływ Paška voda, który bierze swój początek w okolicy osady Paka i jest uważany za drugą odnogę źródłową Hudinji. Od ujścia dolina kieruje się na południowy wschód i pozostaje stosunkowo wąska aż do miejsca tuż nad Vitanje, gdzie po raz pierwszy pojawia się dno doliny aluwialnej.
W Vitanje rzeka Hudinja przepływa poprzecznie przez dolinę Vitanje i tutaj przyjmuje swoje pierwsze większe dopływy, Hočnę i Jesenicę, a następnie rzeka wpada do wąskiego wąwozu, którym przecina wschodnie odnogi Karawanek. Nieco poniżej, w korycie rzeki, znajduje się trzymetrowy wodospad Hudinjski.
W miejscowości Socka krajobraz zmienia się: Hudinja wypływa z wąwozu w szerszą dolinę o płaskim dnie, otoczoną niskimi wzgórzami Dobrnia. Poniżej Nowej Cerkwi, w Dolinie Dobrnia, łączy się z nią prawy dopływ Dobrnica, a kierunek nurtu również skręca na południowy wschód, ale tylko na  kilometr, by ponownie skręcić na południe we wsi Višnja vas i jeszcze wcześniej połączyć się z lewym dopływem Tesnicą. Nieco niżej, za krótką, nieco węższą częścią doliny, znajduje się osada Vojnik. W tej części rzeka płynie szerszym terenem zalewowym, jedynie w osadzie Škofja vas zbliża się bardzo blisko wschodniego skraju wzgórz. W górnej części miasta Celje do rzeki wpada Wschodnia Ložnica. Następnie w południowo-wschodniej części miasta rzeka uchodzi do rzeki Voglajny.